# U-matic
U-matic (читается как ю-мэтик) — формат наклонно-строчной аналоговой магнитной видеозаписи, анонсированный компанией Sony в октябре 1969 и поступивший на рынок в сентябре 1971 года. Это первый формат видеозаписи, использующий видеокассету. 
Ширина магнитной ленты в кассете составила 3/4 дюйма (19,05 мм). Своё название формат получил из-за кинематики механизма, в котором магнитная лента при заправке делает Ω-образную петлю, похожую на латинскую «U». В профессиональных кругах формат U-matic известен также как «три четверти».

## Техническое описание
Формат U-matic является композитным форматом с переносом спектра цветовой поднесущей. Это значит, что сигналы яркости и цветности записываются одними и теми же видеоголовками, с понижением частот сигнала цветности ниже яркостного. Это приводит к появлению перекрёстных помех, ухудшающих качество изображения. 
Видеодорожки шириной 85 мкм наклонены под углом 4,97° к краю ленты.
Относительная скорость головка/лента — 8,54 метра в секунду.
По наследству от катушечных форматов формату U-matic досталось встречное вращение рулонов видеокассеты, один из которых наматывал магнитную ленту рабочим слоем внутрь, а другой — наружу. Скорость движения магнитной ленты при записи в европейском стандарте разложения — 9,53 сантиметра в секунду.
Видеомагнитофоны формата U-matic записывали видеосигнал, двухканальный звук, и изначально не предусматривали возможность записи временно́го кода, добавленного в формат в более поздних моделях серии Sony BVU.
Стандартная видеокассета вмещала запас магнитной ленты, достаточный для записи в течение 60 минут. Такие кассеты могли использоваться только в стационарных видеомагнитофонах (например, Sony VO-5630). 
Необходимость создания более компактных устройств привела к разработке уменьшенной кассеты U-matic S, рассчитанной на 20 минут записи. Её конструкция совпадала с большими кассетами, поэтому она была пригодна и для портативных видеомагнитофонов, специально созданных для тележурналистики, и для студийных, за счёт сходной геометрии лентопротяжного механизма. Для работы со студийными видеомагнитофонами, кассеты U-matic S вставлялись в простой П-образный механический адаптер.

## Историческая справка
Формат U-matic, наряду с «дюймовым» форматом «C», сделал возможными телерепортажи с места событий с применением переносных телекамер и видеомагнитофонов, вместо 16-мм киносъёмочных аппаратов. Кассетный формат позволял создавать видеомагнитофоны, достаточно компактные для ношения на плечевом ремне, например Sony VO-3800, открывший в 1974 году эру электронной видеожурналистики.
Характеристики видеозаписи и горизонтальная чёткость (280 твл) формата U-matic были практически аналогичны формату VHS, поэтому в профессиональной тележурналистике на смену ему пришёл аналоговый компонентный формат «Бетакам» (Betacam), а затем Betacam SP, обладавшие значительно большей относительной скоростью головка/лента и, как следствие более высоким качеством изображения.
Для поддержания формата U-matic фирма «Сони» разработала сначала более широкополосную разновидность «Ю-мэтик Эйч» (U-matic H), а затем вариант «Ю-мэтик Эс-Пи» (U-matic SP). В формате U-matic H были изменены параметры частотной модуляции яркостной составляющей, чтобы повысить горизонтальную чёткость. Несмотря на полное совпадение геометрии сигналограммы, форматы U-matic и U-matic H несовместимы. В формате U-matic SP по аналогии с полудюймовым форматом Betacam SP вместо обычной магнитной ленты использована металлопорошковая, обеспечивающая большую плотность записи. 
U-matic SP позволял получить горизонтальную чёткость 330 твл, но всё равно уступал по качеству «Бетакам». Вещательное качество и компактность последнего были крайне важны в новостной тележурналистике, позволяя создавать моноблочные видеокамеры («камкордеры») и отказаться от отдельного видеомагнитофона. Это и решило судьбу U-matic, вышедшего из употребления уже в конце 1980-х.

## Использование
Видеомагнитофоны формата U-matic, кроме тележурналистики, широко использовались в промышленной видеозаписи. 

Кроме того, такие аппараты  использовались для цифровой записи звука. Так, адаптер[чего?] Sony PCM-1600, PCM-1610, PCM-1630, использовал видеомагнитофон U-matic в качестве носителя информации. 

Кроме того, западными киностудиями этот формат использовался для хранения ежедневных записей отснятого  материала с телевизира киносъёмочного аппарата, и при монтаже новых «режиссёрских» версий некоторых кинофильмов, таких как «Апокалипсис сегодня», отсматривался материал с этих видеокассет.